# Vídeoperiodisme
El vídeoperiodisme o videojournalism és una forma de periodisme, on ell periodista, dispara, edita i sovint presenta el seu propi material de vídeo.

## Antecedents
Un antecessor del videoperiodisme va aparèixer per primera vegada als anys seixanta als EUA, quan els periodistes van haver d’escriure i rodar les seves pròpies històries. Michael Rosenblumva comparar la introducció de les càmeres de vídeo amb la invenció de la càmera portàtil als anys 30: les bobines de plàstic van fer la fotografia independent de les plaques pesades i els trípodes, i la tecnologia de vídeo digital allibera la televisió dels equips de recollida de notícies electròniques pesades (ENG), la llum artificial i estudis de televisió de la mateixa manera. El videoperiodisme permet als videògrafs documentar qualsevol esdeveniment mentre encara es produeixi feta plàstica independent de plats i tripods, iliberates televisió de la notícia electrònica pesada que reuneix (ENG) equipament, llum artificial i estudis televisius dins molt la mateixa manera. Periodisme de vídeo el fa possible per videographers per documentar qualsevol esdeveniment mentre encara està ocorrent.
Michael Rosenblum va inventar el concepte de videoperiodista que utilitzava una càmera petita el 1988. La primera emissora de televisió del món que va utilitzar només videoperiodisme va ser TV Bergen, a Bergen, Noruega. Posteriorment, Rosenblum va construir estacions de televisió exclusivament VJ per a TV 3 Noruega, TV3 Suècia i TV3 Dinamarca. Cap a la mateixa època, CITY-TV a Toronto també va començar a adaptar les idees del seu informatiu CityPulse i altres programes produïts a l'emissora, convertint-se en un element bàsic; principis similars van ser adoptats pel cap de Citytv, Moses ZnaimerMoses Znaimer, en altres cadenes i cadenes de televisió CHUM.
A principis de la dècada de 1990, el canal de notícies Nova York 1 va ser la primera emissora de televisió dels Estats Units a contractar només periodistes de vídeo i fer-los formar a Rosenblum. A mitjans de la dècada dels 90's, les primeres emissores privades alemanyes van seguir l'exemple de NY1 i, el 1994, el canal regional Bayerischer Rundfunk va esdevenir la primera estació de retransmissió pública que seguiria el mateix estil, a més va contractar diversos periodistes de vídeo.
El 2001, la BBC va començar a canviar al periodisme de vídeo a totes les seves oficines regionals. Al juny del 2005, la BBC comptava amb més de 600 dels seus professionals formats com a periodistes de vídeo. Altres entitats de radiodifusió que ara fan servir el videoperiodisme són Voice of America i Video News International. Sembla que també s'està estenent entre els diaris, ja que només el New York Times dona feina a dotze periodistes de vídeo.
L'Associació de la Premsa (Regne Unit) està darrere d'un programa de formació que "converteix" periodistes regionals en periodistes de vídeo, i més de 100 s'han convertit a partir de març del 2007.
A Austràlia, diverses xarxes comercials donen feina a periodistes de vídeo. Inclouen WIN News, Golden West Network (GWN) i Network Ten. L’augment de popularitat de les notícies en línia ha vist com els periodistes de vídeo treballaven per Fairfax, News Limited i The West Australian Newspaper Holdings per produir contingut de vídeo per als seus llocs web de notícies.
Al Canadà, la Canadian Broadcasting Corporation va fer un pas generalitzat en la contractació de periodistes de vídeo (o la reciclatge de periodistes o persones de càmera existents per fer diverses feines) a finals dels anys noranta. En la majoria dels casos, es van assignar a redaccións locals per fer notícies diàries, tal com feien abans els equips complets. Principalment, era una mesura d’estalvi de costos. En pocs anys, però, era evident que rarament produïa bons resultats a causa dels terminis curts i de la suposició que els VJ podrien funcionar de la mateixa manera i en les mateixes històries. L'esforç es va reduir.
L'excepció va resultar ser periodistes de vídeo que treballen més com a realitzadors de documentals independents, utilitzant la seva mobilitat de producció electrònica de camp (EFP) i facilitant l'accés a les històries que no tenen terminis curts. Un exemple d'això és el guardonat periodista de vídeo Sasa Petricic, que treballa per al informatiu de televisió diari insígnia de CBC, El Nacional, i informa en solitari de tot el món. Tara Sutton, una altra periodista de vídeo canadenca, va informar de diverses notícies de l'Iraq i d'altres conflictes i va guanyar molts premis internacionals. Ella ha citat el discret equipament petit d'un periodista de vídeo que li permetia moure's de manera encoberta més fàcilment en l'extrem perill de l'Iraq i accedir a llocs on els equips informatius tradicionals no haurien pogut passar sense ser objectius.
El periodista de vídeo Kevin Sites és potser el més conegut, té el seu propi lloc web "Kevin Sites a la zona calenta" en què mostra com va passar un any anant d’una guerra a l’altra. Va començar com a càmera tradicional, però va passar al videoperiodisme.
The New York Times compta amb 12 periodistes de vídeo que provenen majoritàriament de la televisió i el documental. La unitat de vídeo del The Times produeix regularment documentals per acompanyar peces impreses que es publiquen al diari.
El 2012, l'exjornalista de vídeo del New York Times i Current TV, Jaron Gilinsky, va fundar Storyhunter, una xarxa de 25.000 periodistes de vídeo a 190 països.

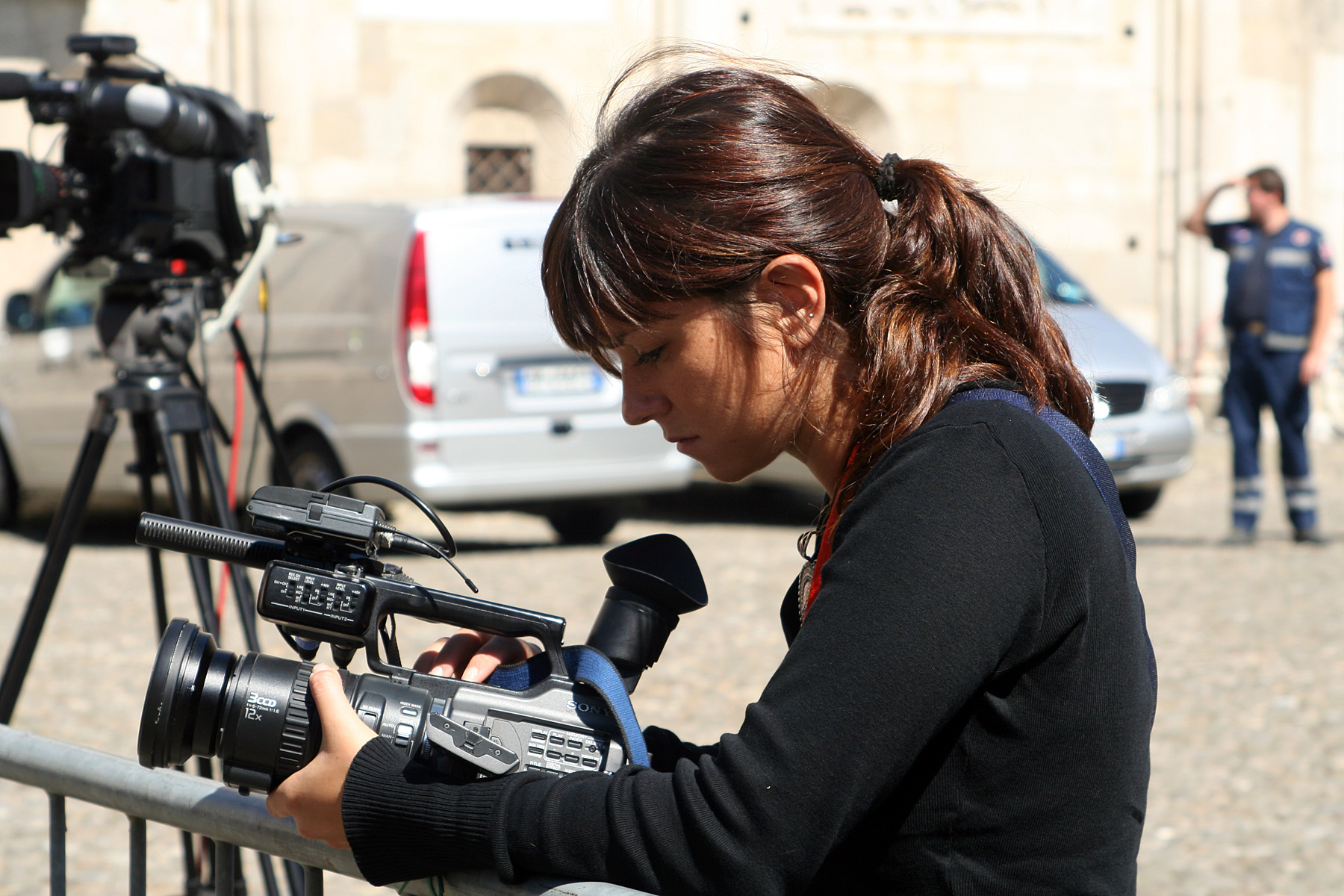
Un periodista de videojocs a Itàlia.

El creixement del videoperiodisme coincideix amb els canvis en la tecnologia del vídeo i la caiguda dels costos. A mesura que les càmeres de qualitat i el sistema d’edició no lineal (NLE) s’han reduït i estan disponibles a una fracció dels seus preus anteriors, el mètode d’un únic operador de càmera s’ha estès.
Alguns argumenten que els periodistes de vídeo poden acostar-se a la història, evitant la impersonalitat que pot comportar un equip de televisió més gran. A més, els costos dramàticament més baixos han fet possible el naixement de moltes pel·lícules documentals i sèries de televisió d’ estil cinéma vérité. Altres veuen aquest mètode de producció com una dilució de les habilitats i la qualitat impulsades pels incentius de reducció de costos de gestió de xarxes de televisió.
Hi ha un pas cap a la distribució independent per a periodistes de vídeo autònoms. Un dels problemes és el copyright, que pot ser difícil d’obtenir quan els organismes de radiodifusió i les agències insisteixen en la plena propietat de les imatges. L’altra dificultat pot ser intentar trobar distribució més enllà dels contactes establerts. Cada vegada més, les empreses en línia donen als VJs l’oportunitat de mantenir la propietat de les seves històries i trobar una distribució global.

## Paraules relacionades
Sovint es fa referència a un periodista de vídeo simplement com a "VJ". Altres títols per a la mateixa feina o similar inclouen:
- Solo VJ[9]
- One Man Band o "OMB"[10]
- Periodista multimèdia o "MMJ"[11]
- Periodista de motxilla[12]
- Periodista en solitari o "SoJo"[13]